# Кнешке Равне
Кнешке Равне (словен. Kneške Ravne) — поселення в общині Толмин, Регіон Горишка, Словенія. Висота над рівнем моря: 744,4 м.